# Йентл
«Йентл» (англ. Yentl) — музыкальная мелодрама режиссёра Барбры Стрейзанд, вышедшая на экраны в 1983 году. Сценарий основан на рассказе Исаака Башевиса-Зингера «Ентл-ешиботник» и на одноимённой бродвейской постановке.

## Сюжет
Фильм раскрывает историю еврейской девушки, которая после смерти отца, раввина, переоделась в парня и поступила учиться в иешиву. При жизни отец обучал Йентл закону Моисея, изучая Тору вместе с дочерью, как будто она была мальчиком. Йентл идет по стопам отца вопреки еврейской традиции, пока жизнь не расставляет все на свои места.[уточнить]

## В ролях
| Актёр            | Роль                             |
| ---------------- | -------------------------------- |
| Барбра Стрейзанд | Йентл                            |
| Мэнди Патинкин   | Авигдор                          |
| Эми Ирвинг       | Хадасс                           |
| Нехемиа Персофф  | рабби Мендель отец Йентл         |
| Стивен Хилл      | рабби Алтер Вишковер отец Хадасс |
| Аллан Кордюнер   | Шимел                            |

## Награды и номинации
- 1983 — в десятке лучших фильмов года по версии Национального совета кинокритиков США.
- 1984 — премия «Оскар» за лучшую оригинальную музыку и её адаптацию или лучшую адаптированную музыку (Мишель Легран, Алан и Мерилин Бергманы), а также 4 номинации: лучшая женская роль второго плана (Эми Ирвинг), лучшая работа художника и декоратора (Рой Уокер, Лесли Томкинс, Тесса Дэвис), лучшая оригинальная песня (Мишель Легран, Алан и Мерилин Бергман, песни «Papa, Can You Hear Me?» и «The Way He Makes Me Feel»).
- 1984 — две премии «Золотой глобус» за лучший мюзикл или комедию и за лучшую режиссуру (Барбра Стрейзанд), а также 4 номинации: лучшая женская роль в комедии или мюзикле (Барбра Стрейзанд), лучшая мужская роль в комедии или мюзикле (Мэнди Патинкин), лучшая оригинальная музыка (Мишель Легран, Алан и Мерилин Бергманы), лучшая оригинальная песня (Мишель Легран, Алан и Мерилин Бергманы, песня «The Way He Makes Me Feel»).
- 1984 — три номинации на премию «Золотая малина»: худший актёр (Барбра Стрейзанд), худшая актриса второго плана (Эми Ирвинг), худшая музыка (Мишель Легран, Алан и Мерилин Бергманы).
- 1985 — номинация на премию «Грэмми» за лучший альбом инструментальной музыки, написанной для кино или телевидения (Мишель Легран, Алан и Мерилин Бергманы).